# Juhász István (író)
Juhász Ferenc (sz. Halmi, 1946. május 6.) magyar író, drámaíró, dramaturg, egyetemi tanár.
Írói nevei: Juhász F. István, Juhász István.

## Életpályája
Szülei Juhász Ferenc és Tóth Erzsébet.
Felesége Ézsiás Anikó, 1970-től.
Juhász 1966–1971 között a Debreceni Egyetem magyar szakos hallgatója volt. 1970–1974 között a Színház- és Filmművészeti Főiskola dramaturg szakán tanult. 1979–1985 között a Budapesti Gyermekszínház dramaturgja volt. 1985 óta szabadfoglalkozású. 1994–1999 között a Pázmány Péter Katolikus Egyetemen dramaturgiát tanított.
Drámáit bemutatták Athénban, Prágában, Lipcsében, Moszkvában és Zágrábban is.

## Munkássága

### Színház

#### Magyarországi bemutatók
- KISMUTATÓK – bohózat két részben, Ódry Színpad, 1973
- VALAHOL EGY SZIGET – színpadi legenda két részben, Veszprémi Petőfi Színház, 1973
- TÍZ KÖZÜL KILENC – vígjáték három felvonásban, Békéscsabai Jókai Színház, 1974
- FÉLBEHAGYOTT NŐK – zenés vígjáték, Debreceni Csokonai Színház Hungária Kamaraszínháza, 1977
- AUTÓPÁLYÁN – egyfelvonásos, Ódry Színpad, 1978
- EGY SZÍVDOBBANÁS FELE – játék két részben, Budapesti Gyermekszínház, 1979
- MÁZ – komédia két részben, Miskolci Nemzeti Színház, 1979
- FERI VILÁGGÁ MEGY – mesebohózat két részben, Budapesti Gyermekszínház, 1982
- AZ UNOKAÖCSÉM NAGY CSIBÉSZ – játék két részben, szerzőtárs: Ézsiás Anikó, Veszprémi Petőfi Színház, 1987
- FERI VILÁGGÁ MEGY – musical-változat, zene: Mericske Zoltán, versek: Zelki János, Madách Színház, 1994

#### Felolvasószínház
- a HÖLGYVÁLASZ című hangjáték színpadi változatából, 2012 nyarán
- a MALAKIÁS NAPJA című színdarabból 2016. november 10-én este 7 órakor

#### Külhoni bemutatók
- BLANKA – tévéjáték, Fernsehen DDR, Berlin, 1978
- EGY SZÍVDOBBANÁS FELE (Pola otkucaja srca) 	Zagrebacko Kazaliste Mladih, Zágráb, 1982
- EGY SZÍVDOBBANÁS FELE (Kinderherz) Leipziger Kindertheater, Lipcse, 1984
- EGY SZÍVDOBBANÁS FELE (Viola) Divadlo Jiri Wolker, Prága, 1985; Divadlo Ceske Tesin, 1988
- FERI VILÁGGÁ MEGY (O Feri szto tszirko) 	Theatro Vretania, Athén, 1985
- FERI VILÁGGÁ MEGY (Ggye tü Feri?) Teatr Junogo Zriteljá, Moszkva, 1985
- FERI VILÁGGÁ MEGY (Ivek u bijegu) Zagrebacko Kazaliste Mladih, Zágráb, 1986

### Televíziójátékok
- MEGHÁZASODTAM (MTV, 1972, december 1.)
- BLANKA (MTV, 1976, július 9.)
- EPIZÓD (MTV, 1978. november 29.)
- AMERIKAI KOMÉDIA (MTV, 1979, október 15.)
- MÁZ (MTV, 1987. január 21.)
- A HIVATÁSOS SZŰZ (MTV, 1988. március 18.)
- FELLEG A VÁROS FELETT (Duna TV, 1994, november 9.)

### Rádiójátékok
- FELJUTNI EGY POLCRA (MR, 1975. november 9.)
- HÁROMESÉLYES NYÁR (MR, 1978, szeptember 27.)
- MIT MERÉSZEL, KOVÁCS ÚR? (MR, 1988. június 4.)
- A SORSRA BÍZTUK (MR, 1990, szeptember 12.)
- BŰNTETŐMONDATOK (Szabad Európa Rádió, 1990. október 23.)
- NEVETNI IS SZABAD (Szabad Európa Rádió, 1992. december 31.)
- HÖLGYVÁLASZ (MR, 1993. december 19.)
- BŰNTETŐMONDATOK (MR, 1994. január 24.)
- KERINGŐ (MR, 1994. április 13.)
- A BARÁTOM SZERETI A BARÁTNŐMET (MR, 1994. augusztus 28.)
- HA MEGKAPOD LILLÁT (MR, 1994. november 27.)

### Színművek

#### Nyomtatásban
- ILKA Egy diadalmas életpálya állomásai három felvonásban, utójátékkal (K.u.K.Kiadó, 2002)
- MALAKIÁS NAPJA – Forrás 2017. novemberi számának melléklete

#### Kéziratban
- SZERELEMMEL GYANUSÍTVA dráma három felvonásban, 1990
- MI TUDJUK MEG UTÓLJÁRA dráma két részben James Joyce pulai napjairól, 2012
- DRÁGÁM komédia két részben, 2013
- HÁZKUTATÁS színmű két részben, játszódik 1989.október 23-án, 2016
- AZ ISMERETLENBE MAGÁVAL színmű két részben, 2016
- UTOLSÓ POSTA: MAGYARORSZÁG magántörténelmi színmű egy meg még egy részben, 2017
- Egmont-kísérőzene, záróakkord (dráma két részben, játszódik 1989. okt. 23-án)

### Regények
- MEGHALNI BELGRÁDBAN (Editorg, 1990)
- ÉVA ÉVE (Új Magyarország, folytatásokban, 1994)
- SZŐKÉVEL DUPLÁN SZÁMÍT (GeniaNet, 2008)
- AZ ELSZABADULT LÉGHAJÓ UTASAI (Hungarovox Kiadó, 2009) Regényes utazás a kamaszkor tájai fölött

### Tanulmányok, esszék
- SZÍNHÁZ A MOZIBAN 1931–1944 (Atheaneum Könyvkiadó, 2002) A magyar dráma és a beszélőfilm kapcsolata
- KINCSES MAGYAR FILMTÁR 1931–1944 (Kráter Műhely Egyesület, 2007) Az eredeti forgatókönyvből 1931 és 1944 között létrejött hazai mozgóképekről
- AZ UTOLSÓ UTÁNI FORGATÁS esszé Gaál Béláról Megjelent a Hamlet a túlparton című irodalmi antológiában, 2016
- KÉT ARC A VETÍTŐGÉP FÉNYSUGARÁBAN esszé Makay Árpádról és Hamza D. Ákosról Forrás 2017. július-augusztus

### Forgatókönyvek
- Kalandok és figurák (tévéjáték Balázs Béla novelláiból, MTV, 1973)
- Nincs többé férfi (tévéfilm Sipkay Barna regényéből, MTV-Mafilm, 1974)
- Budapesti mesék (tévéjáték Ambrus Zoltán novelláiból, MTV, 1986)
- A Primadonna, librettó Krúdy Gyula regénye nyomán, (Tv Zenés Színház, 1987)

### Színpadi adaptációk
- Alekszej Alekszin: Bátyám és a klarinét (átdolgozás, Budapesti Gyermekszínház, 1972)
- Millöcker: A koldusdiák (új szövegkönyv, Miskolci Nemzeti Színház, 1978)
- Szirmai-Bakonyi-Gábor: Mágnás Miska (új szövegkönyv, Veszprémi Petőfi Színház, 1987, Szolnoki Szigligeti Színház, 1999)

### Rádió-adaptációk
- Hevesy András: Jelky András kalandjai (dramatizálás, I-III. rész, MR, 1975)
- Jules Verne: Sztrogoff Mihály (dramatizálás, I-VI. rész, MR, 1983